# Raná (Lounyi járás)
Raná település Csehországban, Lounyi járásban. Raná Chraberce, Libčeves, Lenešice, Louny, Břvany, Dobroměřice, Bělušice és Bečov településekkel határos. Lakosainak száma 233 fő (2024. január 1.).

## Népesség
A település lakosságának változását az alábbi diagram mutatja:
| Lakosok száma | 559  | 666  | 717  | 407  | 267  | 236  | 255  | 258  | 247  | 233  |
|               | 1869 | 1890 | 1921 | 1950 | 1980 | 2001 | 2017 | 2019 | 2022 | 2024 |